# Бурдонська Галина Олександрівна
Галина Олександрівна Бурдонська (19 липня 1921 , Російська СФРР  — 24 липня 1990 , Москва ) — перша дружина Василя Йосиповича Сталіна.

## Біографія
Народилася 19 липня 1921 року в родині інженера кремлівського гаража. За іншими даними вона донька чекіста. Відомо, що її прапрадід був полоненим наполеонівським офіцером. Закінчила Московський поліграфічний інститут (редакційно-видавничий факультет). 
У 1940 році на ковзанці «Динамо» Галина знайомиться з Василем Сталіним — молодшим сином Йосипа Сталіна. Василь гарно доглядав — пролітав над станцією метро «Кіровська», поряд з якою жила дівчина, на невеликому літаку, завалював квартиру Галини квітами. 30 грудня 1940 року пара урочисто побралися. Сталін на весілля не прийшов. Він написав листа синові: «Ти не питав у мене дозволу, одружився — чорт із тобою. Жалію її, що вона вийшла за такого дурня». Після весілля Сталіни поїхали до Липецька, де служив Василь.
У них народилися діти:
- Син — Олександр Бурдонський (1941—2017), театральний режисер, Заслужений діяч мистецтв РРФСР, Народний артист Росії.
- Донька — Надія Сталіна (1943—1999), навчалася в школі-студії МХАТ в Олега Єфремова, була відрахована. Жила в Грузії (Горі), потім у Москві. Була одружена (з 1966 року) з Олександром Олександровичем Фадєєвим (1936—1993), актором МХАТу, прийомним сином відомого радянського письменника, секретаря Спілки письменників СРСР Олександра Фадєєва.

Галина пішла від чоловіка, не витримавши його п'янок, зрад та скандалів. Після розриву їхніх стосунків Василь позбавив Галину можливості спілкуватись із дітьми. 1945 року Анна Сергіївна Алілуєва відправила Галину до Ялти до знайомих, там вона жила до смерті Василя Сталіна, після чого знову могла спілкуватися з дітьми.
В останні роки життя Галина Бурдонська жила в Москві, хворіла і не могла виходити з дому — у неї була ампутована нога .
Померла 24 липня 1990 року. Похована на 26-й ділянці Ваганьковського цвинтаря .
У фільмі Син батька народів (2013) роль Галини Бурдонської виконала актриса Марина Ворожищева .